# Brzezina (Środa Śląska)
Pour les articles homonymes, voir Brzezina.
Brzezina est une localité polonaise de la gmina de Miękinia, située dans le powiat de Środa Śląska en voïvodie de Basse-Silésie.

## Histoire
De 1742 à 1945, Groß Bresa fait partie de l'arrondissement de Breslau dans le district de Breslau au sein de la province de Silésie.